# Dihammaphora pilosifrons
Dihammaphora pilosifrons är en skalbaggsart som beskrevs av Pierre Émile Gounelle 1911. Dihammaphora pilosifrons ingår i släktet Dihammaphora och familjen långhorningar. Inga underarter finns listade i Catalogue of Life.